# カゼノトオリミチ
「カゼノトオリミチ」は、NHKの音楽番組『みんなのうた』で、2004年12月 - 2005年1月に放送された楽曲。作詞・作曲：堀下さゆり、編曲：目木とーる・堀下さゆり、歌：堀下さゆり。